# SMS Friedrich der Grosse
La SMS Friedrich der Grosse era la seconda nave da battaglia della classe Kaiser della Kaiserliche Marine. Lo scafo della Friedrich der Grosse (alternativamente Friedrich der Große) fu impostato il 26 gennaio 1910 presso i cantieri navali AG Vulcan di Amburgo, varata nel 10 giugno 1911, entrò in servizio il 15 ottobre 1912. La nave era dotata di dieci cannoni da 305 mm (12,0 pollici) in cinque torrette binate, ed poteva sviluppare una velocità massima di 23,4 nodi (43,3 km/h). La Friedrich der Grosse fu assegnata al III. Geschwader (IIIª squadra da battaglia) della Hochseeflotte per la maggior parte della prima guerra mondiale, ed ebbe la funzione di nave ammiraglia della flotta tedesca dal 1912 al 1917.
Insieme alle altre quattro navi della classe, SMS Kaiser, SMS Kaiserin, SMS König Albert, e SMS Prinzregent Luitpold, la Friedrich der Grosse prese parte alle più importanti azioni della flotta tedesca, compresa la Battaglia dello Jutland il 31 maggio – 1º giugno 1916. Posta verso il centro della linea da battaglia tedesca, la Friedrich der Grosse non fu colpita duramente come la SMS König e la SMS Grosser Kurfürst o gli incrociatori da battaglia del I. Aufklärungsgruppe (I Gruppo da ricognizione). La Friedrich der Grosse uscì dalla battaglia completamente illesa. nel 1917, la nuova nave da battaglia SMS Baden sostituì la Friedrich der Grosse come ammiraglia della flotta.
Dopo la resa della Germania e la sigla dell'armistizio nel novembre 1918, la Friedrich der Grosse fu condotta insieme alla maggior parte della Hochseeflotte presso la base della marina britannica di Scapa Flow. Le navi vennero disarmate e dotate del minimo degli uomini necessari al governo mentre gli Alleati discutevano le clausole del trattato di Versailles. Il 21 giugno 1919, giorni prima della firma del trattato, il comandante della flotta tedesca internata, il contrammiraglio Ludwig von Reuter, ordinò alle sue navi di autoaffondarsi per evitare che cadessero in mani britanniche. La Friedrich der Grosse fu recuperata nel 1936 e demolita per recuperarne i metalli. La campana da segnalazione della nave fu restituita alla Germania nel 1965 ed ora è esposta presso il comando della marina a Glücksburg.

## Costruzione e caratteristiche

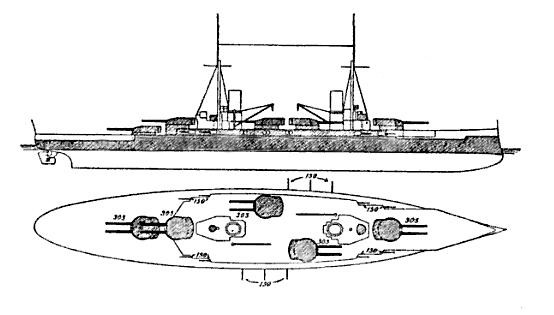
Pianta e profilo della classe Kaiser. Evidenziate, in nero, le parti corazzate.

Ordinata con la denominazione Ersatz Heimdall a sostituzione della obsoleta corazzata costiera SMS Heimdall, La Friedrich der Grosse fu costruita presso i cantieri AG Vulcan di Amburgo a partire dal 26 gennaio 1910. Fu varata il 10 giugno 1911, dopo il varo il costruttore, la AG Vulcan eseguì una serie di prove. Per la cerimonia del varo, la Principessa Alessandra Vittoria battezzò la nave ed il feldmaresciallo Colmar von der Goltz tenne un discorso. Dopo le prove fu trasferita a Wilhelmshaven ed entrò in servizio nella flotta il 15 ottobre 1912. Seguirono delle esercitazioni nel Mar Baltico; la Friedrich der Grosse fu condotta a Kiel per l'allestimento finale. Il 22 gennaio 1913, fu pronta per il servizio attivo. Costò allo stato tedesco 45.802.000 marchi.
La Friedrich der Grosse aveva una lunghezza fuori tutto di 172,4 m ed un dislocamento massimo di 27.000 t, l'altezza era di 29 m ed il pescaggio a prua era di 9,1 m e 8,8 m a poppa. La propulsione era fornita da tre gruppi turboriduttori AEG Curtis, che ricevevano il vapore da 16 caldaie alimentate a carbone. Nei test, sviluppò una velocità massima di 22,4 nodi. Poteva trasportare 3.600 t di carbone, che gli permetteva un'autonomia di 7.900 miglia alla velocità di 12 nodi. la Friedrich der Grosse era pesantemente protetta da una corazza di acciaio cementato Krupp; la corazza di murata era spessa 350 mm a centronave mentre la torre di comando aveva una corazza da 400 mm sui lati. le torrette erano protette da una corazza da 300 mm su i lati. Come le altre navi della sua classe, la Friedrich der Grosse era dotata di reti antisiluro fino alla Battaglia dello Jutland nel 1916.
L'armamento principale era costituito da dieci cannoni 30,5 cm SK L/50 da 305 mm di calibro posti in cinque torrette. Al contrario delle precedenti navi da battaglia tedesche, la Friedrich der Grosse presentava tre delle cinque torrette sulla mezzeria della nave, abbandonando lo schema esagonale precedente; Le due torrette centrali erano poste en echelon in modo che potessero sparare su entrambe le bordate. L'armamento secondario era costituito da quattordici cannoni 15 cm SK L/45 da 150mm posti nella casamatta centrale ed otto 8,8 cm SK L/45; questi ultimi furono rimossi durante la guerra e sostituiti con quattro cannoni antiaerei 8.8 cm L/45. Era dotata anche di cinque tubi lanciasiluri da 500 mm, alloggiati nello scafo.

## Servizio
Dopo l'entrata in servizio nel gennaio 1913, Friedrich der Grosse condusse le prove in mare degli impianti prima di diventare l'ammiraglia della flotta tedesca il 2 marzo, sostituendo nel ruolo la SMS Deutschland. La nave partecipò alle sue prime manovre a capo della flotta nel febbraio 1913, che si svolsero nello Kattegat e nel Mare del Nord. Il mese successivo si svolse un'altra serie di manovre, dal 12 al 14 marzo. Nell'aprile la nave fu condotta in porto per la manutenzione periodica, per essere pronta, alla fine del mese, per un'esercitazione di tiro. Delle grandi manovre navali furono condotte nel Mare del Nord dal 5 fino al 27 maggio. La Friedrich der Grosse, essendo la nave più recente, fu inviata a Kiel alla settimana di regate Kieler Woche (Settimana di Kiel) in giugno, durante la quale fu visitata dal re d'Italia Vittorio Emanuele III e dalla sua consorte Elena giunti a bordo dell'Amalfi. Nella metà di luglio, la flotta condusse l'annuale crociera estiva in Norvegia, che durò fino a metà agosto. Durante la crociera, la Friedrich der Grosse visitò Balholmen, in Norvegia. Dopo il ritorno della flotta iniziarono le manovre autunnali che durarono da 31 agosto al 9 settembre. Seguirono in ottobre e novembre delle esercitazioni a livello di unità e di singola nave.
All'inizio del 1914, la Friedrich der Grosse partecipò a delle ulteriori esercitazioni con la sua unità. Le manovre di primavera furono effettuate nel Mare del Nord alla fine di marzo. Ulteriori esercitazioni seguirono in aprile e maggio nel Mar Baltico e nel Mare del Nord. La nave partecipò alla Settimana di Kiel anche per il 1914. Nonostante la crescente tensione politica internazionale seguente l'assassinio del Arciduca Francesco Ferdinando il 28 giugno, la Hochseeflotte iniziò la consueta crociera estiva in Norvegia per il 13 luglio. Durante l'ultima crociera in tempo di pace della Marina Imperiale, la flotta eseguì delle manovre al largo di Skagen prima di dirigersi verso i fiordi norvegesi per il 25 luglio. Il giorno dopo la flotta fu richiamata in Germania, a seguito dell'ultimatum alla Serbia dell'Impero austro-ungarico. Il 27, tutta la flotta si riunì al largo del Capo di Skudenes prima di raggiungere le basi, dove rimasero in stato d'allerta. La guerra tra l'Austria-Ungheria e la Serbia iniziò il giorno seguente e, nel giro di una settimana, tutte le maggiori potenze europee ne furono coinvolte.

### Prima guerra mondiale

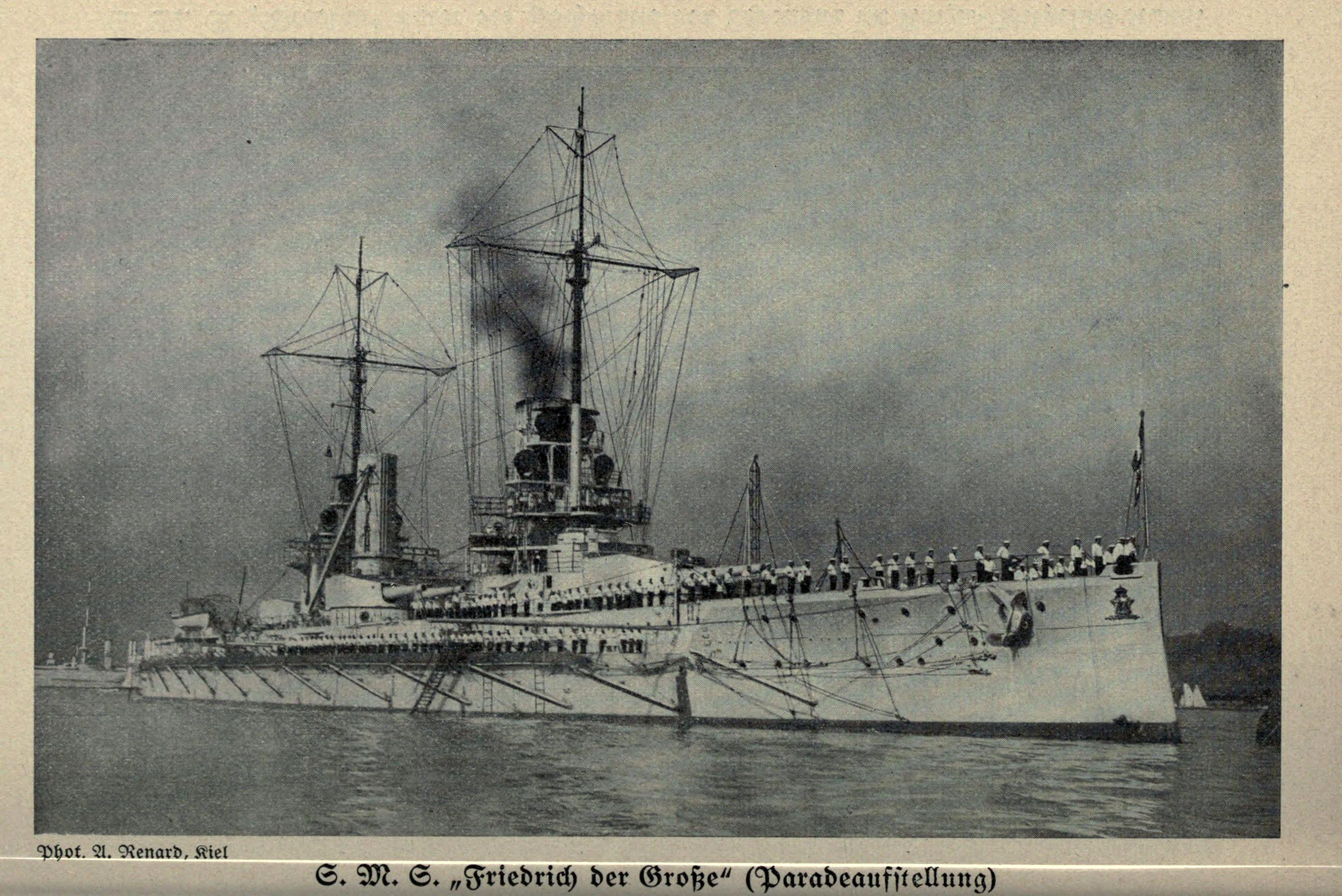
L'equipaggio della Friedrich der Große schierato per il saluto alla voce

L'Hochseeflotte, condotta dalla Friedrich der Grosse, si spinse nel Mare del Nord in una serie di sortite verso le coste inglesi. La prima fu organizzata per il 2–3 novembre 1914, senza incontrare forze britanniche. L'ammiraglio Friedrich von Ingenohl, comandante della Hochseeflotte, seguì una strategia che prevedeva l'utilizzo degli incrociatori da battaglia del I. Aufklärungsgruppe (I gruppo da ricognizione) agli ordini del contrammiraglio Franz von Hipper per bombardare le coste inglesi in modo da attirare parti della Grand Fleet per annientarle con la forza dell'intera flotta tedesca. Il bombardamento di Scarborough, Hartlepool e Whitby del 15–16 dicembre 1914 fu la prima operazione di questo tipo. La sera del 15 dicembre, la flotta da battaglia tedesca composta da dodici dreadnought, tra cui la Friedrich der Grosse e le sue quattro pari classe ed otto pre-dreadnought, arrivò a sole 10 miglia da una squadra isolata di sei navi da battaglia britanniche. I combattimenti notturni fra le squadre di cacciatorpediniere avversari in ricognizione persuasero von Ingenohl di aver di fronte l'intera Grand Fleet. Per ordini diretti del Kaiser Guglielmo II di Germania, von Ingenohl non doveva rischiare l'integrità della flotta, quindi decise di disimpegnarsi e tornare verso i porti tedeschi.
In seguito alla perdita della SMS Blücher nella battaglia di Dogger Bank, il Kaiser tolse, il 2 febbraio, il comando a von Ingenohl. Lo sostituì l'ammiraglio Hugo von Pohl che, durante tutto il 1915, organizzò una serie di sortite della flotta. La prima a cui partecipò la Friedrich der Grosse fu, il 29-30 marzo, al largo di Terschelling senza incontri con il nemico. Un'altra sortita della flotta fu effettuata il 17-18 aprile, durante la quale la Friedrich der Grosse ed il resto della flotta scortò un'azione di posa di mine navali effettuata dal II. Aufklärungsgruppe (2º gruppo da ricognizione). Tre giorni dopo, il 21–22 aprile, la Hochseeflotte avanzò verso il Dogger Bank, senza però, incontrare forze britanniche.
Il II. Aufklärungsgruppe condusse un'altra azione di minamento il 17–18 maggio e la Friedrich der Grosse, insieme al resto della flotta, seguì in supporto. Meno di due settimane dopo, il 29–30 maggio, la flotta tentò una sortita nel Mare del Nord, ma il maltempo costrinse l'ammiraglio Pohl a cancellare l'operazione quando si era giunti a 50 miglia al largo di Schiermonnikoog. La flotta rimase in porto fino al 10 agosto, quando uscì verso le isole dell'Helgoland per coprire il ritorno dell'incrociatore ausiliario SMS Möwe. Un mese dopo, il 11–12 settembre, la flotta scortò un'altra operazione di minamento al largo dello Swarte Bank (un bassofondo al largo di Yarmouth). L'ultima operazione del 1914, condotta il 23–24 ottobre, fu una sortita senza incontri con il nemico verso le secche di Horns Rev (costa ovest della Danimarca).
L'11 gennaio 1916, l'ammiraglio Reinhard Scheer sostituì von Pohl, che era ammalato di tumore al fegato. Il 18 gennaio, Scheer alzò la sua bandiera sulla Friedrich der Grosse. Scheer portò avanti una strategia più aggressiva per cercare il confronto con la Grand Fleet britannica; Nel febbraio ottenne l'approvazione del Kaiser. La prima operazione organizzata da Scheer fu condotta il mese successivo, il 5–7 marzo, con una sortita senza incontri al largo delle coste dell'Olanda. Il 25–26 marzo, Scheer tentò di attaccare le forze britanniche che avevano assalito Tondern, ma non riuscì ad individuarle. Un'altra sortita verso il faro di Horns Rev seguì il 21–22 aprile.
Il 24 aprile, gli incrociatori da battaglia del I. Aufklärungsgruppe, al comando di Von Hipper, eseguirono un attacco conto la costa inglese. La Friedrich der Grosse ed il resto della flotta incrociarono fornendo supporto a distanza. L'incrociatore da battaglia SMS Seydlitz urtò una mina mentre era in avvicinamento alla costa inglese, e dovette ritirarsi. Gli altri incrociatori da battaglia bombardarono il porto di Lowestoft senza incontrare resistenza, ma, durante l'avvicinamento a Yarmouth, incontrarono gli incrociatori britannici della Harwich Force. Un breve duello di artiglierie si stabilì prima che l'Harwich Force si ritirasse. Segnalazioni della presenza di sommergibili britannici nell'area affrettarono il ritiro del I. Aufklärungsgruppe. A questo punto, Scheer, che era stato messo a conoscenza della uscita in mare della Grand Fleet da Scapa Flow, si ritirò in acque tedesche.

#### Battaglia dello Jutland

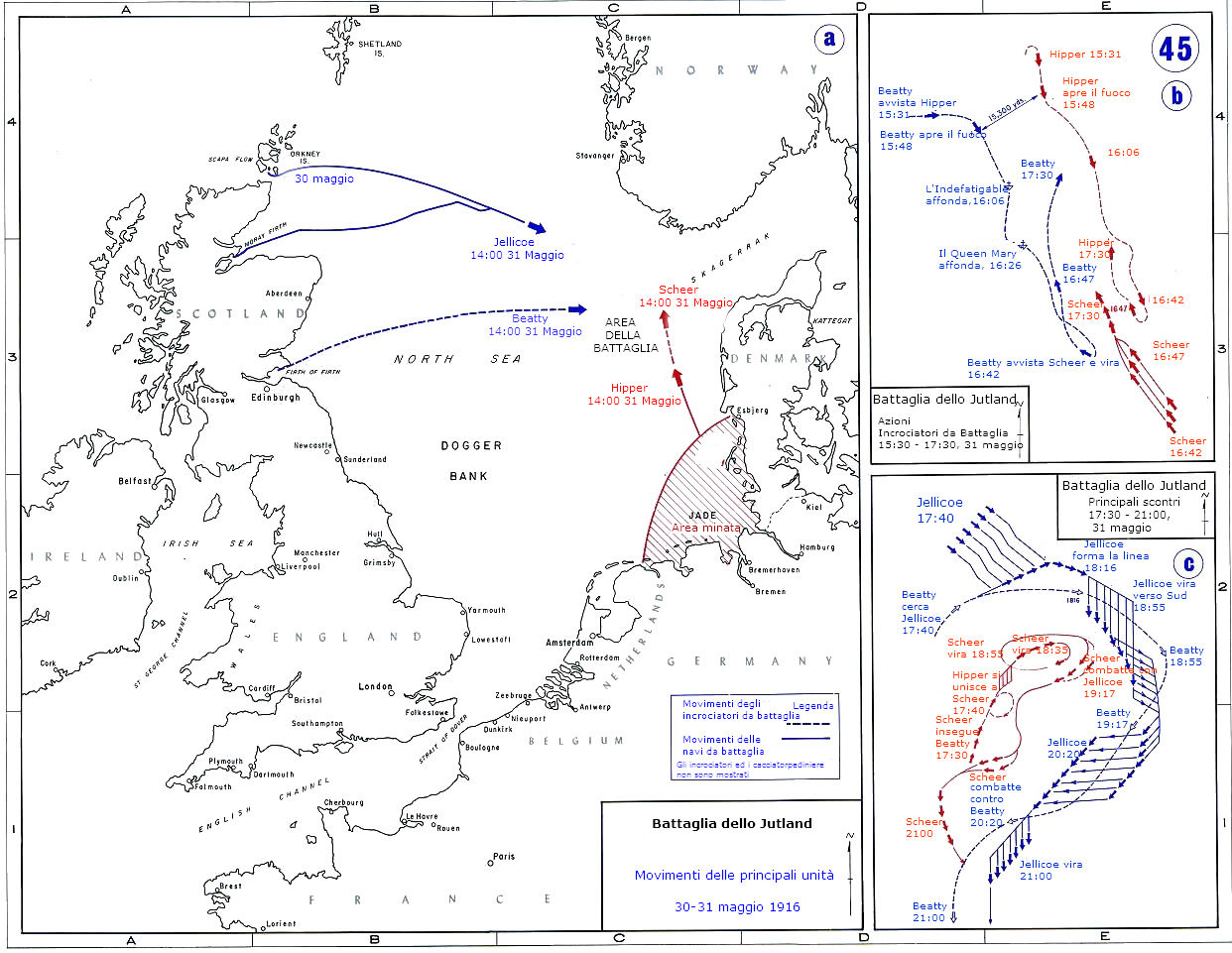
Schema della battaglia dello Jutland

Subito dopo il raid su Lowestoft, Scheer iniziò a programmare un'altra sortita nel Mare del Nord. Aveva fissato l'operazione per metà maggio, quando era previsto che i danni da mina sofferti dalla Seydlitz fossero riparati: Scheer era contrario a sviluppare un'azione in forze senza disporre dei suoi incrociatori da battaglia al completo. Il 9 maggio, tuttavia, alcune navi da battaglia subirono degli inconvenienti ai motori che rinviarono ulteriormente l'operazione al 23 maggio. Il 22 maggio, la Seydlitz non era ancora stata completamente rimessa a posto e l'operazione fu ulteriormente rinviata, questa volta per il 29 maggio. A mezzogiorno del 29 maggio, i lavori sulla Seydlitz erano terminati e la nave tornò in linea con il I. Aufklärungsgruppe. Il piano prevedeva per gli incrociatori da battaglia di Hipper di dirigersi verso lo Skagerrak a nord, con l'intenzione di attirare una parte della flotta britannica in modo che potesse essere distrutta dalle navi da battaglia di Scheer.
La Friedrich der Grosse era l'ottava nave nella linea di battaglia tedesca; le quattro navi da battaglia della V. Division, III. Geschwader (5ª divisione della 3ª squadra da battaglia), costituivano l'avanguardia, seguite da le quattro navi della classe Kaiser che formavano la VI Division, del III Geschwader. La Friedrich der Grosse era l'ultima nave della sua unità, subito dietro alla SMS Prinzregent Luitpold e davanti alla SMS Ostfriesland, l'ammiraglia del I Division, I Geschwader comandata dal viceammiraglio Schmidt. Le otto navi della classe Helgoland e della classe Nassau formavano il I Geschwader, che era seguito dal II Geschwader formato dalle sei anziane pre-dreadnought condotte dal contrammiraglio Franz Mauve. I cinque incrociatori da battaglia di Hipper, la forza da ricognizione avanzata della flotta, lasciò l'estuario dello Jade alle 02:00 del 31 maggio; Scheer e la Hochseeflotte seguirono un'ora e mezzo dopo.
Poco prima delle ore 16:00 CET, gli incrociatori da battaglia del I. Aufklärungsgruppe (1º gruppo da ricognizione) incontrarono le navi omologhe del 1st Battlecruiser Squadron (1ª Squadra Incrociatori da Battaglia), al comando di David Beatty. Iniziò un duello di artiglierie che portò alla distruzione, poco dopo le 17:00, dell'HMS Indefatigable, e meno di mezz'ora dopo, del HMS Queen Mary. A questo punto, gli incrociatori da battaglia tedeschi facevano rotta verso Sud per attirare le navi britanniche verso il grosso della Hochseeflotte. Per le 17:30, la König, la nave da battaglia tedesca in avanguardia, avvistò sia il I. Aufklärungsgruppe sia il 1st Battlecruiser Squadron in avvicinamento. Gli incrociatori da battaglia tedeschi dirigevano a dritta della flotta tedesca mentre le navi britanniche erano sul lato di sinistra. Alle 17:45, Scheer ordinò una virata di due quarte a dritta per avvicinare le sue navi agli incrociatori britannici, e un minuto dopo, alle 17:46, fu dato l'ordine di aprire il fuoco.
Le prime navi della linea di battaglia aprirono il fuoco contro gli incrociatori da battaglia britannici ma la Friedrich der Grosse era troppo distante per colpirli, così inizialmente non aprì il fuoco. Tra le 17:48 e le 17:52, la Friedrich der Grosse e dieci altre navi da battaglia aprirono il fuoco contro il 2nd Light Cruiser Squadron (2ª Squadra Incrociatori Leggeri), ma solo la SMS Nassau riuscì a portare un proietto a segno. Poco dopo, la linea da battaglia tedesca incontrò i cacciatorpediniere HMS Nestor e HMS Nomad che erano danneggiati e alla deriva. La Friedrich der Grosse e le sue tre pari classe colpirono il Nomad e e lo affondarono rapidamente. Il Nestor fu egualmente affondato dalle navi del III. Geschwader. Poco dopo le 19:00, si sviluppò un'accesa battaglia tra le navi della linea tedesca e gli incrociatori britannici. Il fulcro dell'azione era l'incrociatore tedesco SMS Wiesbaden, che era stato immobilizzato dai colpi dall'incrociatore da battaglia HMS Invincible. Il contrammiraglio Paul Behncke sulla König cercò di manovrare con il III. Geschwader per coprire l'incrociatore danneggiato. contemporaneamente, il 3rd e 4th Light Cruiser Squadron montarono un assalto con i siluri contro la linea tedesca; mentre si avvicinavano per raggiungere la distanza di lancio dei siluri, tempestarono il Wiesbaden con le loro batterie. Le otto navi del III. Geschwader fecero fuoco contro gli incrociatori britannici, che però non interruppero l'attacco. Gli incrociatori corazzati HMS Defence, HMS Warrior e HMS Black Prince si unirono all'attacco contro il Wiesbaden. mentre la maggior parte del III. Geschwader colpiva duramente gli incrociatori avanzanti, la Friedrich der Grosse ed il I. Geschwader concentrarono il fuoco contro la HMS Warspite da una distanza di 9.600 m, finché la Warspite scomparve nella foschia. In questa azione, la Warspite fu colpita da 13 proietti di maggior calibro, ma non risultano accreditati ad alcuna nave tedesca.
Dopo essere riuscito a sfuggire alla flotta britannica, l'ammiraglio Scheer ordinò alla flotta di assumere la formazione di crociera notturna, ma alcuni errori di comunicazione tra Scheer che era a bordo della Friedrich der Grosse e la SMS Westfalen, la nave in testa alla linea, provocarono dei ritardi di esecuzione della manovra, ma per le 23:30 la flotta aveva raggiunto la formazione desiderata. La Friedrich der Grosse era la nona in una linea di 24 navi, condotta dalle otto navi del I. Geschwader. Poco dopo le 01:00, l'incrociatore britannico HMS Black Prince incappò nella linea tedesca. I riflettori sulla SMS Thüringen lo illuminarono; la Friedrich der Grosse, la Thüringen, la SMS Nassau, e la SMS Ostfriesland concentrarono il fuoco di tutte le loro batterie sull'incrociatore. In pochi minuti il Black Prince esplose ed affondò, con la perdita di tutto il suo equipaggio, 857 uomini.
Dopo una serie di scontri notturni tra le navi da battaglia ed i cacciatorpediniere britannici, la Hochseeflotte forzò gli schieramenti delle forze leggere britanniche e raggiunse il faro di Horns Rev alle 04:00 del primo giugno. Poche ore dopo raggiunse Wilhelmshaven; le navi da battaglia del I.Geschwader rimasero in posizione difensiva sugli accessi esterni e la Kaiser, la Kaiserin, la Prinzregent Luitpold, e la Kronprinz rimasero pronte all'ingresso del porto di Wilhelmshaven. Il resto delle navi da battaglia e degli incrociatori da battaglia entrarono a Wilhelmshaven, dove, per quelle ancora in condizione di combattere, ripristinarono le scorte di munizioni e combustibile. Durante la battaglia, la Friedrich der Grosse aveva utilizzato 72 proietti delle batterie principali e 151 di quelle secondarie. Uscì dalla battaglia completamente illesa.

#### Operazioni successive nel Mare del Nord
Il 18 agosto 1916, Friedrich der Grosse prese parte ad un'operazione per bombardare la città costiera inglese di Sunderland. l'ammiraglio Scheer cercò di organizzare un'altra sortita come quella del 31 maggio: il SMS Von der Tann ed il SMS Moltke erano i soli incrociatori da battaglia in condizioni operative, affiancati da tre navi da battaglia veloci, avrebbero dovuto bombardare la città di Sunderland nel tentativo di attirare e distruggere gli incrociatori da battaglia di Beatty. L'ammiraglio Scheer, sulla Friedrich der Grosse, avrebbe seguito da distanza pronto a fornire supporto. Scheer virò verso nord dopo aver ricevuto un messaggio erroneo proveniente da uno zeppelin sulla presenza di unità britanniche nell'area. di conseguenza, il bombardamento non fu portato a termine, e per le 14:35, Scheer avvisato dell'avvicinarsi della Grand Fleet si ritirò verso i porti tedeschi.
Un'altra azione della flotta fu organizzata per il 18–19 ottobre, ma si concluse senza incontrare unità nemiche. Il primo dicembre la flotta fu riorganizzata; le quattro navi della classe König rimasero nel III. Geschwader, insieme alla SMS Bayern recentemente entrata in servizio, mentre le cinque navi della classe Kaiser, tra cui la Friedrich der Grosse, furono trasferite al IV. Geschwader. Nel marzo 1917 la nuova nave da battaglia SMS Baden, costruita per fungere da ammiraglia della flotta, entrò in servizio; Per il 17, l'ammiraglio Scheer ammainò la sua bandiera sulla Friedrich der Grosse e la trasferì sulla Baden. Il 4–5 luglio, alcuni marinai sulla Friedrich der Grosse organizzarono uno sciopero della fame per protestare contro la cattiva qualità e la scarsità del cibo che ricevevano. Gli ufficiali a comando della nave cedettero alle richieste, tra cui l'istituzione di una Menagekommission, una commissione che permetteva la partecipazione dei marinai alle decisioni sull'approvvigionamento e preparazione dei pasti. Ulteriori rivolte seguirono su molte altre navi l'11 luglio, i capi delle rivolte furono arrestati e processati. Max Reichpietsch, un fuochista della Friedrich der Grosse fu condannato a morte e fucilato il 5 settembre a Colonia.

#### Operazione Albion

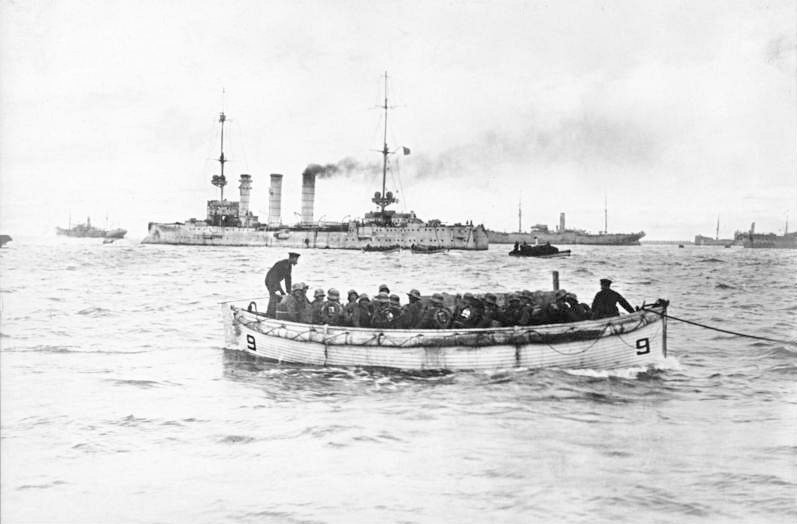
Truppe tedesche sbarcano sull'isola di Ösel

Agli inizi di settembre del 1917, in seguito alla conquista tedesca del porto di Riga, la marina imperiale tedesca decise di eliminare le forze navali russe che ancora tenevano il golfo di Riga. Per questo obiettivo lo Admiralstab (lo stato maggiore della marina) pianificò un'operazione per la conquista delle isole baltiche di Ösel, in particolare le batterie costiere russe sul promontorio di Sworbe, e l'isola di Moon. Il 18 settembre fu dato l'ordine per l'inizio delle operazioni aeronavali per l'invasione delle isole di Ösel (nome tedesco di Saaremaa) e di Muhu;le unità navali principali erano guidate dall'ammiraglia della task force, la SMS Moltke, affiancata dal III. Geschwader e il IV. Geschwader della Hochseeflotte. Insieme ad esse completavano la flotta nove incrociatori leggeri, tre flottiglie di torpediniere, decine di posamine e dragamine, l'intera task force comprendeva circa 300 navi ed era supportata da 100 aerei e sei dirigibili. La forze terrestri ammontavano a circa 24.600 tra soldati ed ufficiali. Contro le forze tedesche i russi opponevano le vecchie pre-dreadnought Slava e Tsesarevitch, l'incrociatore corazzato Bayan, l'Admiral Makarov, ed il Diana, 26 cacciatorpediniere e molte torpediniere e cannoniere. La guarnigione sull'isola di Ösel aveva una forza di circa 14.000 uomini.
L'operazione iniziò il 12 ottobre, quando la Moltke e le navi del III. Geschwader iniziarono a bombardare le postazioni russe nella baia di Tagga (Tagalaht) mentre la Friedrich der Grosse ed il resto del IV. Geschwader colpivano le batterie sul promontorio di Sworbe dell'isola di Ösel. Le artiglierie costiere russe furono presto ridotte al silenzio dai cannoni delle navi tedesche. la mattina del 14, la Friedrich der Grosse, la Kaiserin, e la König Albert furono inviate in supporto delle truppe che avanzavano verso il villaggio di Anseküll. le tre navi bombardarono i cannoni russi presso il villaggio di Zerel per un'ora, costringendo alla fuga la maggior parte degli artiglieri russi.
Per 20 ottobre, i combattimenti si andavano esaurendo; le isole di Moon, Ösel, e Dagö erano state conquistate dalle truppe tedesche. Il giorno prima, l'Admiralstab aveva ordinato la cessazione delle operazioni navali ed il pronto ritorno delle unità alla Hochseeflotte. Il 27 ottobre, la Friedrich der Grosse abbandonò il Mar Baltico e e fece ritorno nel Mare del Nord. Una volta tornata, fu assegnata ad attività di pattugliamento. La nave partecipò all'operazione, senza conseguenze, verso la Norvegia il 23–25 aprile del 1918. Successivamente fu portata in bacino di carenaggio per manutenzioni estensive che durarono all'incirca dal 26 luglio al 28 settembre.

### Destino finale

Mappa della posizione dei relitti delle navi affondate a Scapa Flow, la Friedrich der Grosse è contrassegnata con il numero 2; click per ingrandire

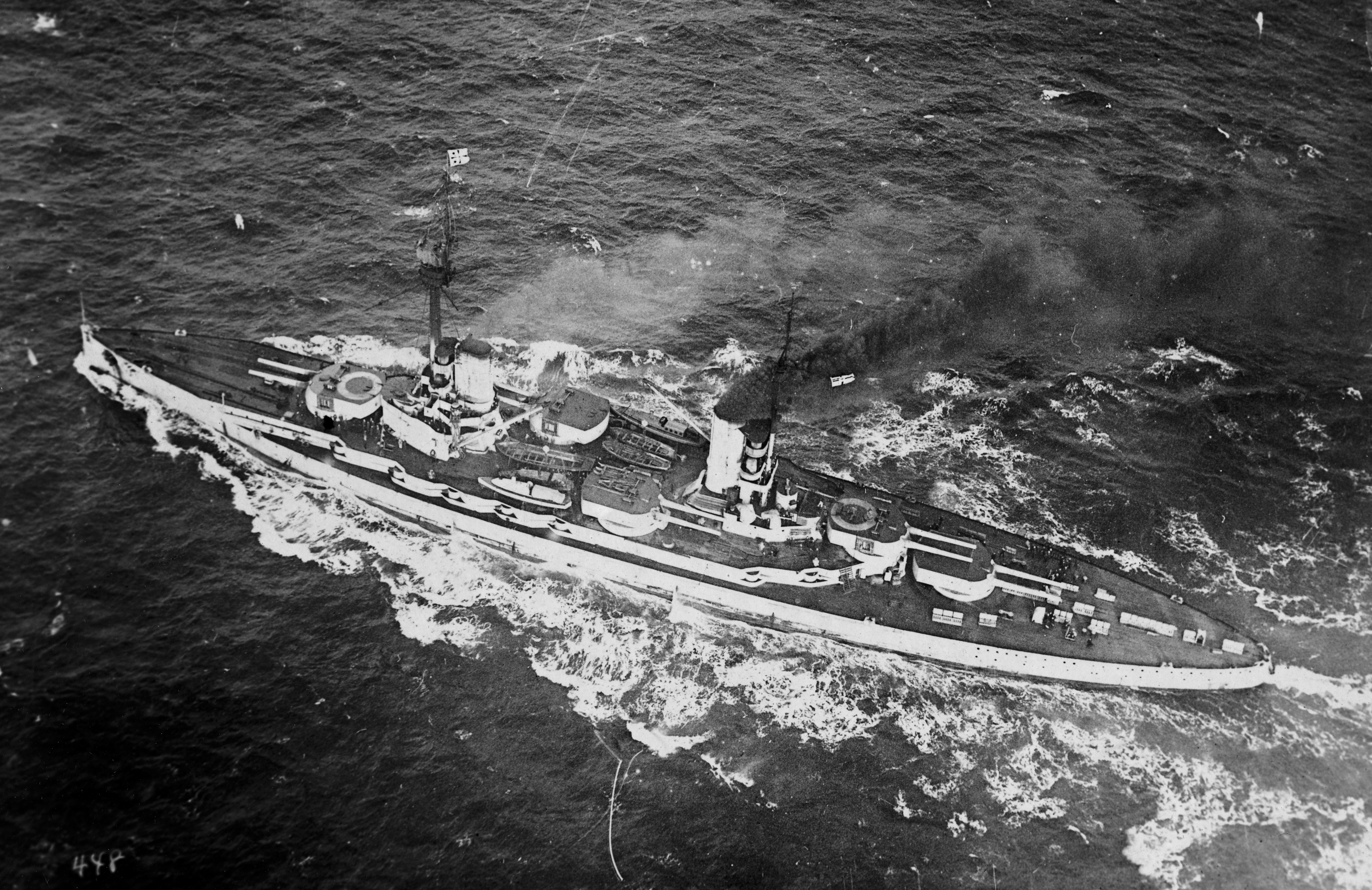
La Friedrich der Grosse in navigazione verso Scapa Flow.

La Friedrich der Grosse e le sue quattro pari classe avrebbe dovuto partecipare all'ultima azione della Hochseeflotte. Dalla base di Wilhelmshaven, la flotta tedesca, si sarebbe diretta in forze contro le coste inglesi per affrontare la Grand Fleet; Scheer —ora il Großadmiral della flotta— si proponeva di infliggere il massimo dei danni alla flotta britannica, per ottenere migliori condizioni di resa, sacrificando la flotta tedesca. Tuttavia molti dei marinai ritenevano che l'operazione avrebbe impedito le trattative per la pace e prolungato la guerra. La mattina del 29 ottobre 1918, fu dato l'ordine, per il giorno dopo, di salpare da Wilhelmshaven. Dalla notte del 29 ottobre, i marinai sulla SMS Thüringen e su molte altre navi da battaglia, si ammutinarono. Il 30, i marinai sulla Friedrich der Grosse iniziarono ad adottare forme di resistenza passiva, tra cui rallentare al massimo le operazioni carico del carbone. La rivolta costrinse Hipper e Scheer a cancellare l'operazione. Informato della situazione il Kaiser affermò:Non ho più una marina.
In seguito alla resa della Germania nel novembre 1918, la maggior parte della Hochseeflotte, sotto il comando del contrammiraglio Ludwig von Reuter, fu condotta presso la base navale britannica di Scapa Flow. Prima della partenza della flotta tedesca, l'ammiraglio Adolf von Trotha esplicitò a von Reuter, che, in ogni caso, le navi non potevano essere consegnate agli Alleati. La flotta tedesca si incontrò con l'incrociatore leggero britannico HMS Cardiff, che la portò verso la grande scorta di navi alleate che doveva condurla fino a Scapa Flow. La flotta alleata era composta da circa 370 navi britanniche, statunitensi e francesi. Una volta confinate a Scapa Flow, alle navi furono rimossi gli otturatori dei cannoni per renderli inservibili ed i loro equipaggi furono ridotti a 200 tra ufficiali e marinai.
La flotta rimase prigioniera durante i negoziati che condussero alla firma del trattato di Versailles. Von Reuter riteneva che la Royal Navy si sarebbe impossessata delle navi il 21 giugno, che era la scadenza imposta alla Germania per la firma del trattato. Non essendo a conoscenza della proroga dell'ultimatum fissata al 23, Reuter decise di dare l'ordine di affondare le navi. La mattina del 21 giugno, la flotta britannica lasciò Scapa Flow per condurre delle esercitazioni in mare, e alle 11:20 Reuter trasmise l'ordine alle sue navi. La Friedrich der Grosse si rovesciò affondando alle 12:16. Nel 1936, la nave fu recuperata e demolita; la demolizione fu completata il 29 aprile 1937. Il 30 agosto del 1965, il governo britannico restituì la campana della nave che fu portata in Germania dalla fregata tedesca Scheer (F 216); presso il quartier generale della Bundesmarine a Glücksburg.

### Riferimenti
1. 1 2 3 4 5 6 7  Staff, Battleships, p. 14.
2. ↑  Staff, Battleships, p. 6.
3. ↑  Gardiner & Gray, p. 147.
4. 1 2  Koop & Schmolke, p. 86.
5. 1 2 3 4 5 6  Gröner, p. 26.
6. ↑  Staff, Battleships, p. 4.
7. ↑  Gröner, p. 22.
8. ↑  Heyman, p. xix.
9. ↑  Herwig, pp. 149-150.
10. ↑  Tarrant, p. 31.
11. ↑  Tarrant, pp. 31-33.
12. ↑  Tarrant, pp. 43-44.
13. 1 2 3 4 5 6 7 8 9  Staff, Battleships, p. 15.
14. ↑  Tarrant, p. 49.
15. ↑  Tarrant, p. 50.
16. ↑  Staff, Battleships, pp. 32 e 35.
17. ↑  Tarrant, p. 53.
18. ↑  Tarrant, p. 54.
19. ↑  Tarrant, pp. 55-56.
20. ↑  Tarrant, p. 58.
21. 1 2  Tarrant, p. 62.
22. ↑  Tarrant, p. 61.
23. ↑  Tarrant, p. 286.
24. ↑  Tarrant, pp. 94-95.
25. ↑  Tarrant, pp. 100-101.
26. ↑  Tarrant, p. 110.
27. ↑  Campbell, p. 54.
28. ↑  Campbell, p. 101.
29. ↑  Tarrant, p. 137.
30. ↑  Tarrant, p. 138.
31. ↑  Tarrant, p. 139.
32. ↑  Campbell, p. 154.
33. ↑  Campbell, p. 275.
34. ↑  Campbell, p. 290.
35. ↑  Tarrant, pp. 246-247.
36. ↑  Campbell, p. 320.
37. ↑  Tarrant, p. 263.
38. ↑  Tarrant, p. 292.
39. ↑  Massie, p. 682.
40. ↑  Massie, p. 683.
41. ↑  Halpern, p. 214.
42. ↑  Staff, Battleships, p. 43.
43. ↑  Herwig, pp. 231-232.
44. 1 2 3  Staff, Battleships, p. 16.
45. ↑  Woodward, p. 77.
46. ↑  Halpern, p. 213.
47. ↑  Halpern, pp. 214-215.
48. 1 2  Halpern, p. 215.
49. ↑  Barrett, p. 125.
50. ↑  Barrett, p. 146.
51. ↑  Staff, Battle for the Baltic Islands, pp. 71-72.
52. ↑  Halpern, p. 219.
53. ↑  Tarrant, pp. 280-282.
54. ↑  Tarrant, pp. 281-282.
55. ↑  Tarrant, p. 282.
56. ↑  Herwig, p. 252.
57. ↑  Tarrant, p. 282.
58. ↑  Herwig, p. 256.
59. ↑  Herwig, pp. 254-255.
60. ↑  Herwig, p. 255.
61. ↑  Herwig, p. 256.
62. ↑  Koop & Schmolke, p. 89.